# Ormruet
Ormruet är ett fjäll i Funäsfjällen, i Härjedalen, Jämtlands län. Fjället når 968 m.ö.h. Högst uppe finns ett toppröse, och strax intill toppen finns även en liten platå med en tjärn.
Etymologiskt kan det sägas att ett "ru", enligt Svenska Akademins Ordböcker, är "(i vissa trakter, bygdemålsfärgat) relativt lågt o. långsluttande, oftast jordtäckt bärg som föga l. icke alls höjer sig över trädgränsen."
Det finns ingen tydlig utpräglad stig upp till toppen. Den kan dock nås genom att utgå från den närliggande parkeringen vid Flatruetvägen, gå förbi Ormån, och sen vandra in i terrängen där det öppnar upp sig något. Det är bitvis tät vegetation, och brant stigning.

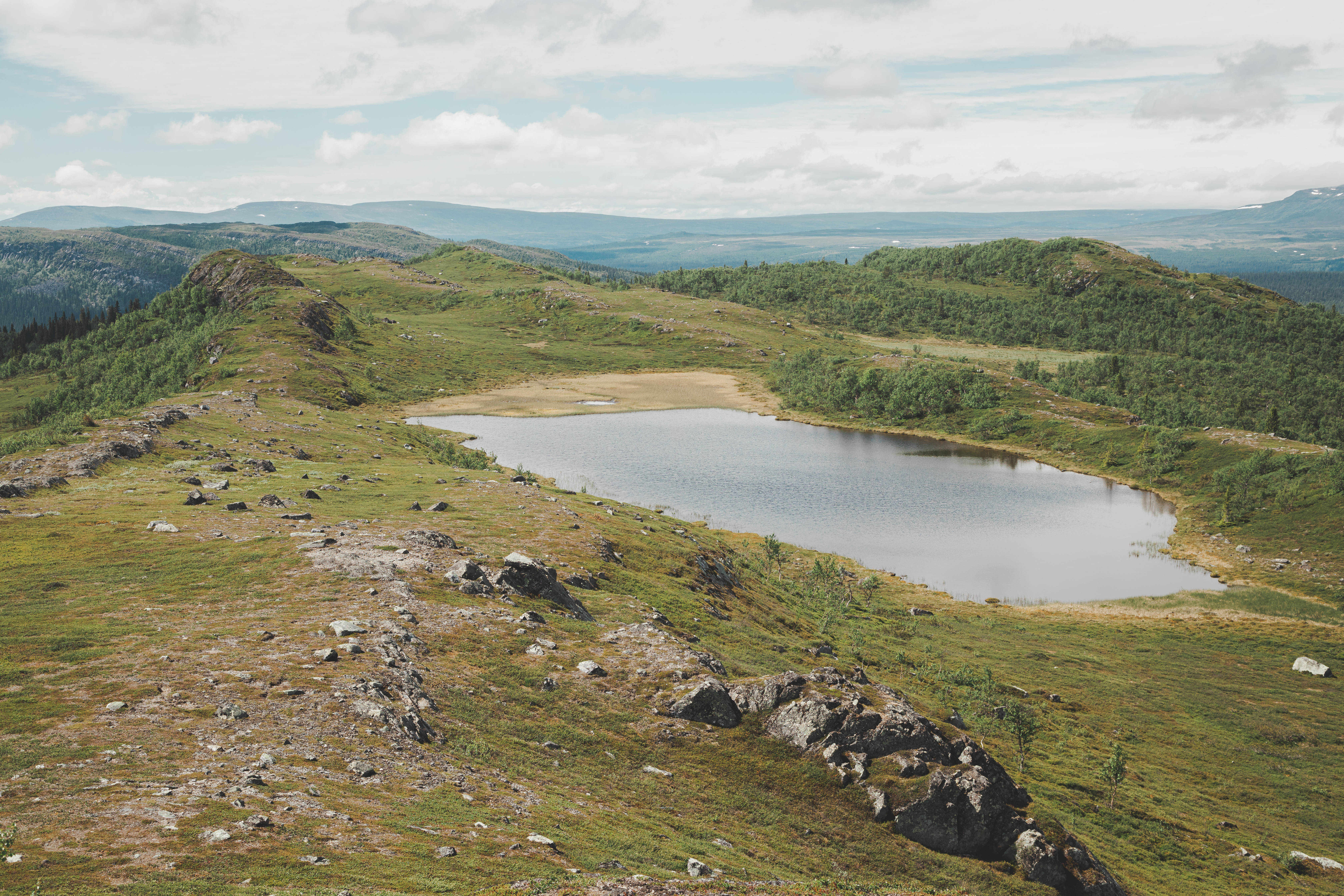
Tjärnen strax intill toppen.

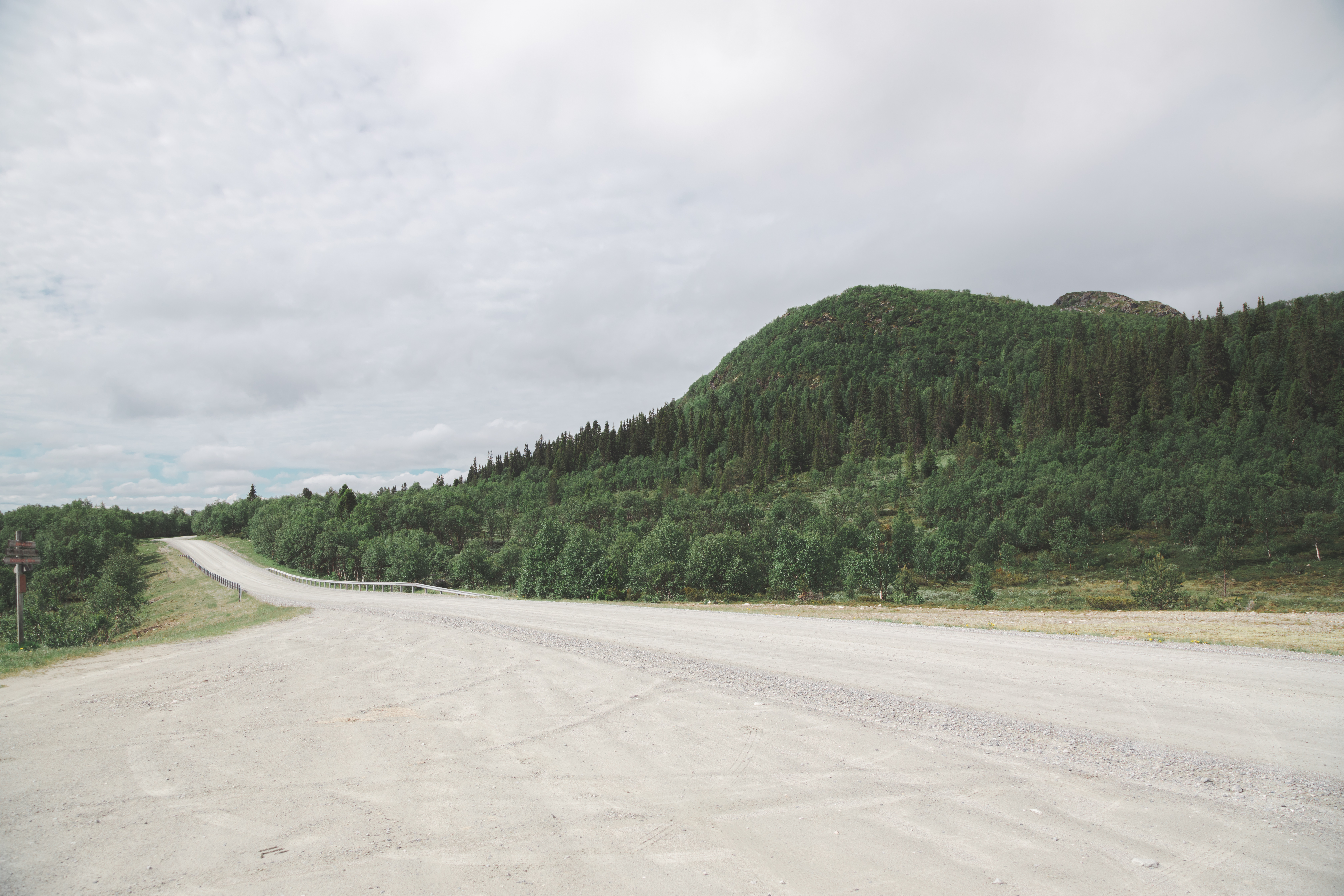
Vy från den närliggande parkeringen, varifrån man med fördel kan utgå vid topptur.